# The Kovak Box
Pour plus de détails, voir Fiche technique et Distribution.
The Kovak Box est un thriller britanno-espagnol de Daniel Monzón réalisé en 2006, avec Timothy Hutton, Lucía Jiménez, David Kelly et Georgia Mackenzie. 

## Synopsis
David Norton, auteur de science-fiction, se rend à Majorque pour y donner une série de conférences. Il n'imaginait pas qu'il allait être confronté au crime.

## Fiche technique
- Titre : The Kovak Box
- Réalisation : Daniel Monzón
- Musique : Roque Baños ; extrait additionnel de Sombre dimanche
- Date de sortie : 2006

## Distribution
- Colin Stinton : l'agent consulaire

## Version française
- Société de doublage : NDE Production
- Direction artistique : Antony Delclève
- Adaptation des dialogues : Frédéric Alameunière
- Enregistrement et mixage :